# Pine Lawn (Misuri)
Pine Lawn es una ciudad ubicada en el condado de San Luis en el estado estadounidense de Misuri. En el Censo de 2010 tenía una población de 3275 habitantes y una densidad poblacional de 2.086,61 personas por km².

## Geografía
Pine Lawn se encuentra ubicada en las coordenadas 38°41′43″N 90°16′32″O / 38.69528, -90.27556. Según la Oficina del Censo de los Estados Unidos, Pine Lawn tiene una superficie total de 1.57 km², de la cual 1.57 km² corresponden a tierra firme y (0%) 0 km² es agua.

## Demografía
Según el censo de 2010, había 3275 personas residiendo en Pine Lawn. La densidad de población era de 2.086,61 hab./km². De los 3275 habitantes, Pine Lawn estaba compuesto por el 1.5% blancos, el 96.4% eran afroamericanos, el 0.31% eran amerindios, el 0.09% eran asiáticos, el 0.03% eran isleños del Pacífico, el 0.24% eran de otras razas y el 1.44% pertenecían a dos o más razas. Del total de la población el 1.22% eran hispanos o latinos de cualquier raza.